# Widelnica paskowana

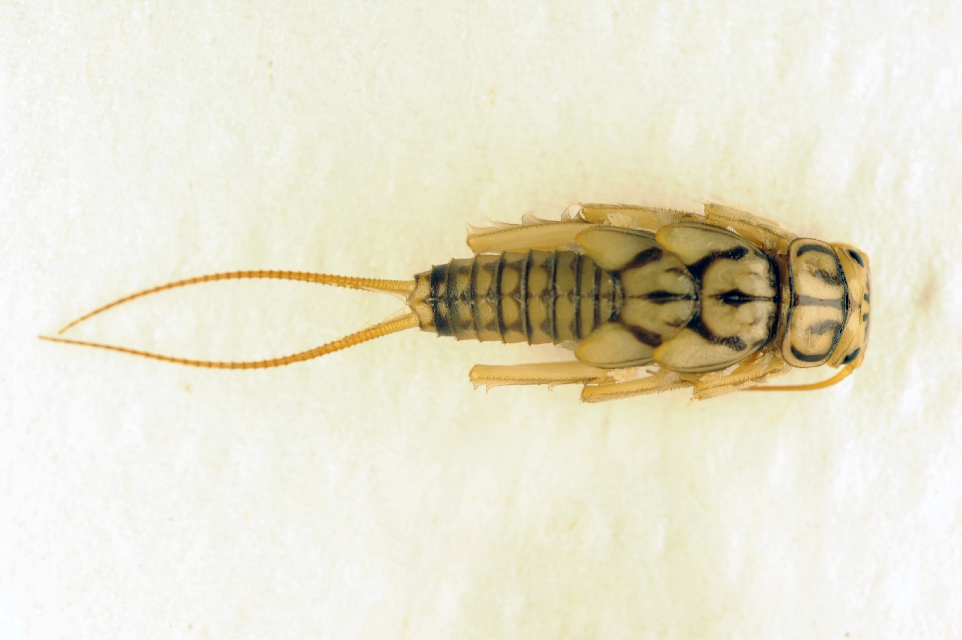
Larwa widelnicy paskowanej

Widelnica paskowana (Perla marginata) – gatunek owada z rzędu widelnic (Plecoptera).
MorfologiaDługość ciała 15-25 mm. Skrzydła składa wzdłuż ciała, pomiędzy przyoczkami znajduje się kontrastowa, ciemna plama. Silnie zbudowana larwa jest żółtobrązowa, pokryta ciemnymi plamkami, na odnóżach ma gęste, jasne szczecinki pływne, zaś na tułowiu gęste pęczki skrzelotchawek.
Rozmieszczenie geograficzneWystępuje w całej niemal Europie; brak jej tylko na Półwyspie Skandynawskim, na Wyspach Brytyjskich, Islandii i w niektórych nadmorskich obszarach.
SiedliskoJej larwa w Polsce występuje głównie w czystych, dobrze natlenionych górskich potokach i rzekach. W niektórych górskich i podgórskich rejonach jest pospolita. W Alpach dochodzi do wysokości 800 m n.p.m..
Tryb życiaPostać dorosła ma uwsteczniony i niedziałający układ pokarmowy. W ciągu swojego krótkiego życia w ogóle nie odżywia się. Większość czasu spędza na rozmnażaniu lub nieruchomym przebywaniu na roślinach wodnych, dużych kamieniach i nadwodnych przedmiotach. Jej larwa jest drapieżnikiem, przebywa najczęściej ukryta pod kamieniami lub żeruje na przybrzeżnych płyciznach. Odżywia się różnymi drobnymi zwierzętami wodnymi. Atakuje ofiary nawet niewiele mniejsze od siebie.
Synonimy
- Perla barcinonensis Rambur, 1842
- Perla fraterna (Navás, 1909)
- Perla guitarti Navás, 1921
- Perla hagenii Pictet, 1865
- Perla kheili Navás, 1909
- Perla luteipes Klapálek, 1921
- Perla malaccensis Rambur, 1842
- Perla maxima (Scopoli, 1763)